# Нови Каракурт
Нове Жовтневе е село във Болградски район, Одеска област в Украйна с население 0 души, селото е основано през 1947 година, намира се на 49 метра надморска височина.